# Zanu-PF

Zanu-PF:s flagga

Zimbabwes afrikanska nationella union - Patriotiska fronten (Zanu-PF) (engelska: Zimbabwe African National Union – Patriotic Front (ZANU–PF)), är det politiska parti som haft makten i Zimbabwe sedan landet blev självständigt 1980. Partiet leddes från starten fram till november 2017 av Robert Mugabe som till en början var premiärminister och därefter president från 1988 till 2017. Zanu-PF hette tidigare Zanu. Partiet fick sitt nuvarande namn efter att ha slagits ihop med Zapu 1988.
I 2008 års val förlorade Zanu-PF för första gången sin majoritet i parlamentet.

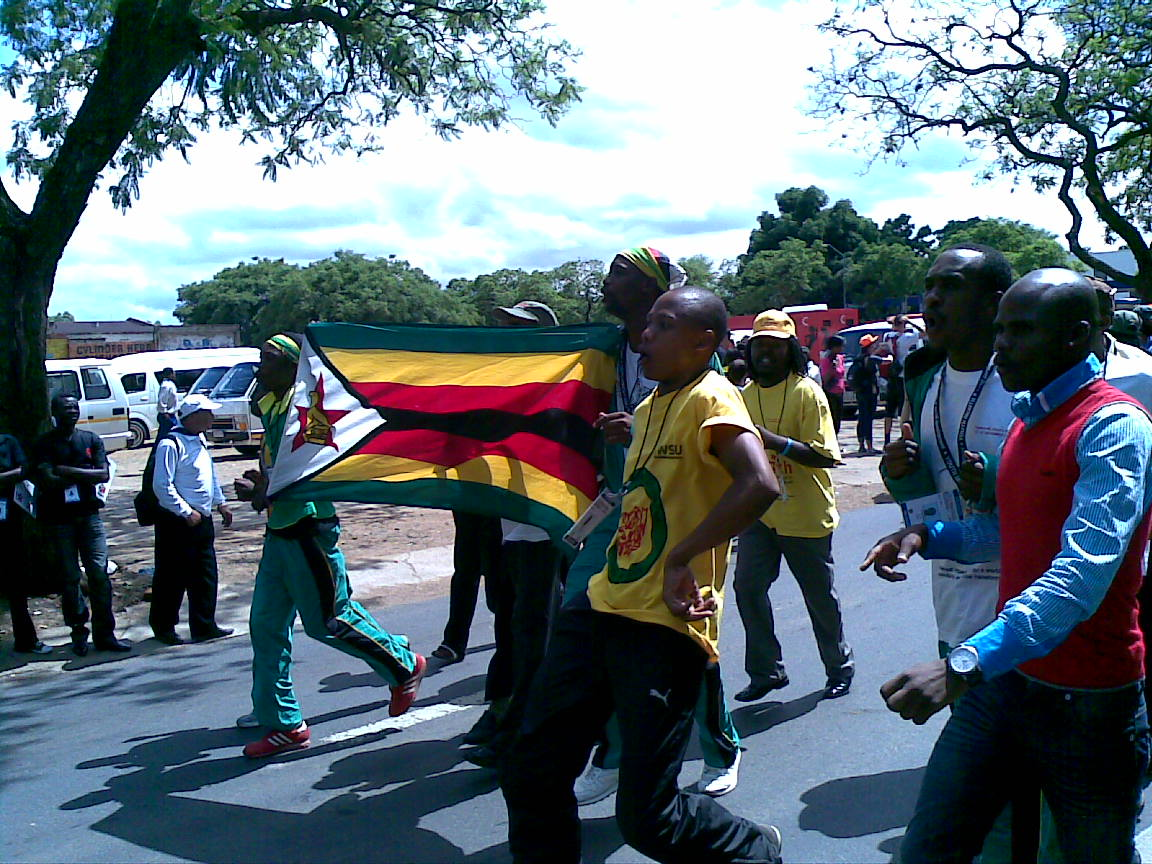
Zanu-PF:s ungdomsförbund under Världsungdomsfestivalen i Johannesburg 2010

Efter militärkuppen i Zimbabwe 2017 fråntogs Robert Mugabe partiledarposten och ersattes av Emmerson Mnangagwa.

## Zanu
Zanu, Zimbabwe African National Union, grundades av Ndabaningi Sithole och Herbert Chitepo 1963. Den 18 mars 1975 mördades Herbert Chitepo i Lusaka och Robert Mugabe nominerades till ledare för partiet. Samma år ledde en spricka mellan grupper med olika stamtillhörigheter till att partiet splittrades. Medlemmar ur Ndebele följde Ndabaningi Sitole till det mer återhållsamma Zanu (Ndonga), som motsatte sig våldsamt motstånd, och medlemmar ur Shona följde Robert Mugabe som hade en mer militant hållning. Zanu gick in i koalition med Zapu i Patriotiska fronten men splittrades efter att ha vunnit majoritetsstyre för de svarta i dåvarande Rhodesia. Robert Mugabe vann valet 1980, samma år som Zimbabwe fick sin självständighet.
1988, efter ett åtta år långt inbördeskrig kallat Gukurahundi, slog sig oppositionspartiet Zapu, Zimbabwe African People's Union, lett av Joshua Nkomo, samman med Zanu och bildade Zanu-PF.

## Zanu-PF
Officiellt är Zanu-PF ett socialistiskt parti ideologiskt och har formats efter kommunistpartier i andra länder som förlaga. I verkligheten har partiet varit mera pragmatiskt i sin hållning till exempelvis blandekonomin.
Mugabes landreform, där gårdar främst ägda av den vita minoriteten rekvirerats för att delas ut till de jordlösa svarta bönderna, var i början på 2000-talet en av de mest framträdande delarna av partiets politik i Zimbabwe. 
I valen som hölls 9-11 mars 2002 fick Mugabe och Zanu-PF 56,0 procent av rösterna.
2004 valdes Joice Mujuru till den första kvinnliga vicepresidenten i partiet, till förmån för justitieministern Patrick Chinamasa.
Parlamentsvalet 2005 hölls den 31 mars. Zanu-PF vann då 59,6 procent av rösterna och 78 av de 120 mandaten i parlamentet.
Mugabe stötte under 2000-talet på ett allt starkare motstånd från oppositionspartiet MDC, lett av Morgan Tsvangirai. I 2008 års val förlorade Zanu-PF för första gången sin majoritet i parlamentet. En koalitionsregering bildades 2009, där Tsvangirai blev premiärminister, men upplöstes 2013 genom Mugabes ändring i konstitutionen och avskaffade av posten som premiärminister.